# Selong Blanak

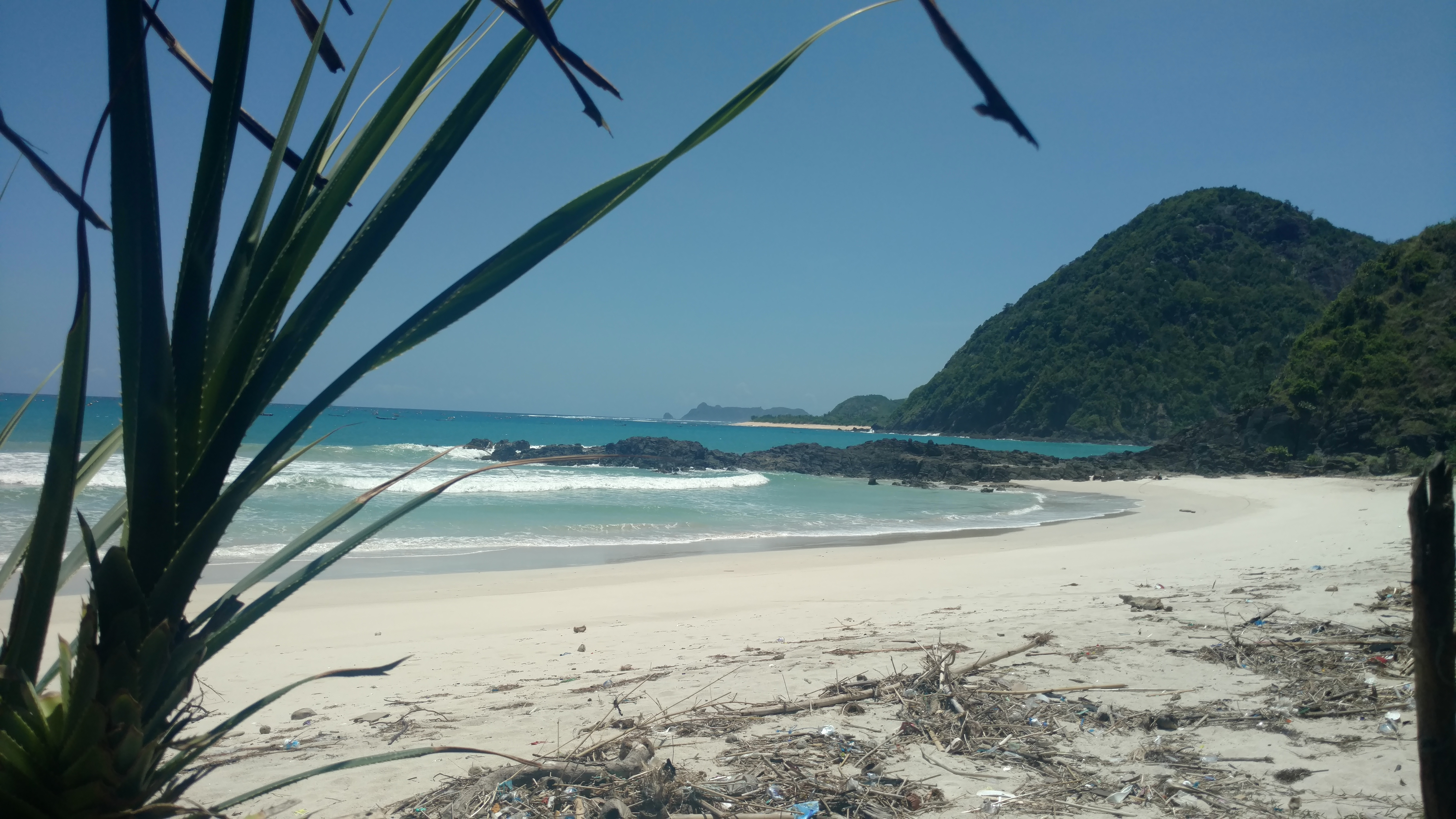
La plage de Selong Blanak

Selong Blanak est un village d'Indonésie situé sur la côte sud de l'île de Lombok, à 50 km au sud de Mataram, la principale ville de l'île.
Administrativement, le village fait partie du kecamatan (district) de Praya Barat dans le kabupaten de Lombok central de la province des petites îles de la Sonde occidentales.
Bien que situé à seulement 45 minutes de mauvaise route de la station balnéaire de Kuta, la plage de Selong Blanak est encore peu connue des touristes. On peut y pratiquer la plongée et le surf.